# Jacquelyn Gill
 (décembre 2022).
Le contenu est difficilement compréhensible vu les erreurs de traduction, qui sont peut-être dues à l'utilisation d'un logiciel de traduction automatique.
 (décembre 2022).
La mise en forme du texte ne suit pas les recommandations de Wikipédia : il faut le « wikifier ».
Les points d'amélioration suivants sont les cas les plus fréquents. Le détail des points à revoir est peut-être précisé sur la page de discussion.
- Les titres sont pré-formatés par le logiciel. Ils ne sont ni en capitales, ni en gras.
- Le texte ne doit pas être écrit en capitales (les noms de famille non plus), ni en gras, ni en italique, ni en « petit »…
- Le gras n'est utilisé que pour surligner le titre de l'article dans l'introduction, une seule fois.
- L'italique est rarement utilisé : mots en langue étrangère, titres d'œuvres, noms de bateaux, etc.
- Les citations ne sont pas en italique mais en corps de texte normal. Elles sont entourées par des guillemets français : « et ».
- Les listes à puces sont à éviter, des paragraphes rédigés étant largement préférés. Les tableaux sont à réserver à la présentation de données structurées (résultats, etc.).
- Les appels de note de bas de page (petits chiffres en exposant, introduits par l'outil «  Source ») sont à placer entre la fin de phrase et le point final[comme ça].
- Les liens internes (vers d'autres articles de Wikipédia) sont à choisir avec parcimonie. Créez des liens vers des articles approfondissant le sujet. Les termes génériques sans rapport avec le sujet sont à éviter, ainsi que les répétitions de liens vers un même terme.
- Les liens externes sont à placer uniquement dans une section « Liens externes », à la fin de l'article. Ces liens sont à choisir avec parcimonie suivant les règles définies. Si un lien sert de source à l'article, son insertion dans le texte est à faire par les notes de bas de page.
- La présentation des références doit suivre les conventions bibliographiques. Il est recommandé d'utiliser les modèles {{Ouvrage}}, {{Chapitre}}, {{Article}}, {{Lien web}} et/ou {{Bibliographie}}. Le mode d'édition visuel peut mettre en forme automatiquement les références.
- Insérer une infobox (cadre d'informations à droite) n'est pas obligatoire pour parachever la mise en page.

Pour une aide détaillée, merci de consulter Aide:Wikification.
Si vous pensez que ces points ont été résolus, vous pouvez retirer ce bandeau et améliorer la mise en forme d'un autre article.
Jacquelyn Gill est une paléoécologue américaine. Elle est professeure adjointe de sciences du climat à l'Université du Maine. Elle est également communicatrice scientifique sur le changement climatique.

## Biographie

### Enfance, éducation et débuts
En 2005, Jacquelyn obtient un Bachelor of Sciences en écologie humaine au College of the Atlantic et suit un cours de courte durée en palynologie à l'Université de Londres. Elle déménage ensuite pour l'Université du Wisconsin, où elle achève son parcours nanti d'un doctorat  dont la thèse s'intitule La biogéographie des bouleversements biotiques : les nouvelles associations végétales et la fin - l'extinction de la mégafaune du Pléistocène, sous la direction du Dr John Williams en 2012.  Ce travail examine l'impact de l'extinction des animaux géants du Pléistocène sur la vie végétale.

### Carrière
Jacquelyn commence sa carrière scientifique en explorant des grottes dans les collines du parc national d'Acadia. Elle travaille sur des sujets tels que la relation entre la mégafaune et la végétation au Pléistocène, et les noyaux de sédiments de la Jamaïque.  Elle est également un communicateur scientifique sur le changement climatique,.

## Recherche
Jacquelyn est une écologiste de l'ère glaciaire qui utilise des expériences naturelles du passé pour comprendre les impacts du changement climatique sur l'extinction et les interactions de différentes espèces, communautés et écosystèmes. Elle est professeure adjointe avec une nomination conjointe au Climate Change Institute et au département de biologie et d'écologie de l'Université du Maine. Elle dirige le laboratoire BEAST pour les enquêtes sur la biodiversité et les environnements à travers l'espace et le temps. À l'aide de sédiments et de fossiles de lacs et de tourbières, elle étudie le changement climatique au cours des 20 000 dernières années. Elle se concentre sur la période quaternaire, une ère d'alternances de périodes glaciaires et de périodes de chaleur subséquentes. Ses recherches suggèrent que les mégaherbivores ont contribué à rendre les écosystèmes dans lesquels ils vivent plus résistants au changement climatique. Ses recherches se concentrent actuellement sur les carottes de sédiments de la Jamaïque, cherchant à développer un dossier environnemental de 10 000 ans sur le feu, la végétation et le climat. Elle est impliquée dans le projet 23, qui reconstruira le réseau trophique en apprenant comment diverses espèces étaient connectées lorsqu'elles n'étaient pas soumises au stress climatique.
En 2019, lors du tournage du documentaire Lost Beasts of the Ice Age en Sibérie, Jacquelyn a été hospitalisée pour une thrombose veineuse profonde qui s'est manifestée par de multiples caillots sanguins dans ses jambes et ses poumons. Après sa convalescence dans un hôpital de Yakoutsk, en Russie, elle retourne chez elle dans le Maine.

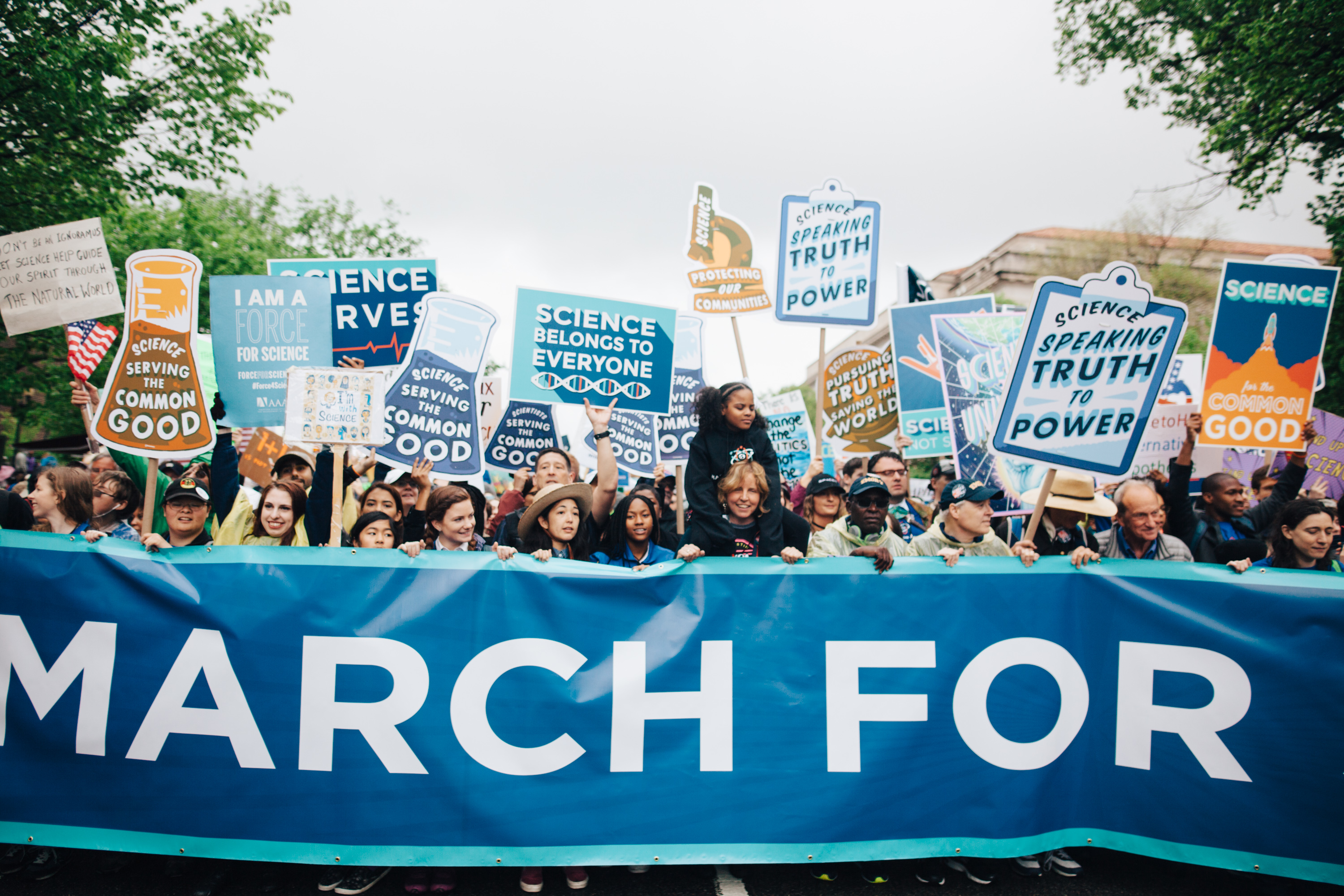
La foule à la marche pour la science, Washington DC.

## Engagement public
Jacquelyn contribue régulièrement à la compréhension du public de la science du climat et de la conservation,. Elle s'intéresse à la diversité STEM, à la façon dont les scientifiques adoptent les nouveaux médias et à l'augmentation de l'accès des personnes handicapées aux conférences. Elle est co-animatrice du podcast Warm Regards fondé en juillet 2016 avec le météorologue Eric Holthaus et le journaliste climatique Andy Revkin du New York Times,. Lors du retrait de l'Amérique de l'Accord de Paris sur le climat en 2017, Jacquelyn prend la parole : "J'espère que les gens ne voient pas cela et pensent que tout est perdu",. Elle s'est inspirée de la Marche des femmes en protestation contre l'élection de Donald Trump pour mettre en place une Marche pour la science, qui s'est soldée par 600 manifestations le 22 avril 2017 ( Jour de la Terre ),. Elle quitte le comité d'organisation en raison de la résistance des dirigeants à lutter contre les inégalités de race et de sexe,.

## Récompenses et prix
En 2008, Gill reçoit le prix E. Lucy Braun pour l'excellence en écologie. En 2010, elle bénéficie du prix Cooper de l'Ecological Society of America. Elle reçoit également le Whitbeck Dissertator, Bourse de recherche de l'Université du Wisconsin. Après son doctorat, elle devient boursière postdoctorale Voss à l'Université Brown.